# Gymnogobius urotaenia
Gymnogobius urotaenia är en fiskart som först beskrevs av Hilgendorf, 1879.  Gymnogobius urotaenia ingår i släktet Gymnogobius och familjen smörbultsfiskar. Inga underarter finns listade i Catalogue of Life.